# Antonella Confortola
Antonella Confortola-Wyatt, née le 16 octobre 1975 à Cavalese, est une skieuse de fond et athlète italienne. Elle est la femme du coureur en montagne Jonathan Wyatt.

## Biographie
Née dans une famille de fondeurs (son grand-père Silvio a remporté une médaille de bronze aux championnats du monde de ski nordique 1937), Antonella fait ses débuts à 5 ans dans cette discipline. Elle fait ses débuts en Coupe du monde de ski de fond en 1993 et rejoint le Gruppo Sportivo Forestale en 1996. Le soutien de l'équipe lui permet de s'investir davantage et d'obtenir de bons résultats. Elle décroche son premier podium en Coupe d'Europe le 22 février 1997 à Slingia en terminant deuxième du 5 km libre.
Bien que n'ayant jamais terminé dans le top 10 d'une épreuve de Coupe du monde, elle est sélectionnée dans l'équipe nationale pour les championnats du monde de ski nordique 1999 à Ramsau. Elle y remporte la médaille d'argent dans l'épreuve du relais 4 x 5 km avec Sabina Valbusa, Gabriella Paruzzi et Stefania Belmondo.
Parallèlement à sa carrière en ski de fond, elle se met à la course en montagne, d'abord comme entraînement d'été, puis de manière plus compétitive à partir de 2002. Le 14 septembre 2002, elle prouve ses bonnes capacités dans cette discipline en décrochant la médaille d'argent au Trophée mondial de course en montagne à Innsbruck. Elle fait la connaissance de son futur mari Jonathan Wyatt à cette occasion.
Annoncée comme favorite aux championnats d'Europe de course en montagne 2003 à Trente en l'absence de Svetlana Demidenko, Antonella tombe malade peu avant la course. Elle prend quand même le départ et termine sur la troisième marche du podium. Elle décroche la médaille d'or par équipes avec Vittoria Salvini et Monica Bottinelli. Au terme d'une lutte serrée avec la Polonaise Izabela Zatorska durant le Grand Prix WMRA 2003, Antonella s'impose finalement pour 20 points en ayant décroché trois victoires et une deuxième place. Elle remporte également son premier titre de championne d'Italie de course en montagne.
En mars 2004, elle remporte deux victoires en Coupe d'Europe de ski de fond à Ponte Formazza sur les épreuves de 5 km classique et 10 km.
Le 21 février 2005, elle remporte la médaille de bronze relais lors des championnats du monde de ski nordique à Oberstdorf avec Arianna Follis, Gabriella Paruzzi et Sabina Valbusa.
Elle prend part à ses troisièmes Jeux olympiques d'hiver en 2006 à Turin. Avec la même équipe que lors des championnats 2005, elle décroche la médaille de bronze sur l'épreuve du relais 4 x 5 km derrière la Russie et l'Allemagne.
En 2007, elle est victime d'une fracture de fatigue et passe son été en convalescence hors des compétitions.
En juillet 2008, elle remporte la Dolomites SkyRace ainsi que l'édition inaugurale du kilomètre vertical des Dolomites tenus à l'occasion des SkyGames de Trentino et se passionne pour la discipline du skyrunning. Elle y remporte également l'épreuve de SkySpeed, une verticale sprint de 100 m de dénivelé sur un parcours de 300 m.
L'année suivante, elle domine à nouveau les débats lors des épreuves de SkyRace et kilomètre vertical des Dolomites qui accueillent cette fois les championnats d'Europe de skyrunning, remportant ainsi les deux titres. Elle épouse Jonathan Wyatt en début d'année.
Annoncée comme grande favorite sur l'épreuve du kilomètre vertical des premiers championnats du monde de skyrunning en 2010, grâce à ses deux précédentes victoires sur le Dolomites Vertical Kilometer, elle est cependant battue par la Française Laetitia Roux et termine sur la seconde marche du podium devant sa rivale Angela Mudge.
Le 13 mars 2011, elle remporte une victoire au marathon de l'Engadine avec plus de 3 minutes d'avance sur Célia Bourgeois. Elle remporte la médaille d'argent aux championnats d'Europe de course en montagne 2012 à Bursa derrière Martina Strähl. Elle se classe deuxième du Grand Prix WMRA 2011 avec une victoire à Mayrhofen et une deuxième place à Šmarna Gora. Elle remporte ses deuxième et troisième titres nationaux de course en montagne en 2011 et 2012.
Le 19 juillet 2013, elle prend le départ du kilomètre vertical des Dolomites comme grande favorite. Elle remporte la victoire avec près de 2 minutes d'avance sur Emelie Forsberg. L'épreuve comptant pour les championnats d'Europe de skyrunning, elle remporte son troisième titre, le deuxième dans la discipline du kilomètre vertical. Lors du Challenge mondial de course en montagne longue distance le 3 août 2013 à Szklarska Poręba, Antonella se trouve dans le groupe de tête avec ses compatriotes Ivana Iozzia et Ornella Ferrara. Alors qu'Ivana craque dans les derniers kilomètres, Antonella prend la tête et s'impose avec près de 4 minutes d'avance sur Ornella, remportant ainsi le titre de championne du monde de course en montagne longue distance. Elle termine deuxième du Grand Prix WMRA 2013 en ayant notamment décroché deux podiums aux courses de l'Asitzgipfel et de Šmarna Gora.
Elle connaît sa meilleure saison en Worloppet Cup en 2013/2014 en terminant deuxième avec deux podiums à la Dolomitenlauf et à l'American Birkebeiner. Le 26 juillet 2014, elle remporte le kilomètre vertical de Colere et devient ainsi championne d'Italie de kilomètre vertical.
Elle termine deuxième des championnats du monde de course en montagne longue distance 2016 à Podbrdo et remporte la médaille d'or par équipes avec Francesca Iachemet et Debora Cardone.

## Palmarès en ski de fond
- Jeux olympiques
  -  Médaille de bronze au relais 4 × 10 km en 2006, aux Jeux olympiques d'hiver de 2006 à Turin.

- Championnats du monde
  -  Médaille d'argent au relais 4 × 5 km en 1999, aux Championnats du monde de ski nordique 1999.
  -  Médaille de bronze au relais 4 × 5 km en 2005, aux Championnats du monde de ski nordique 2005.

- Coupe du monde
  - Meilleur classement général : 26e en 2004.
  - aucun podium en épreuve individuelle.
  - 3 fois troisième en relais.

 Palmarès au 13 mars 2010
- Marathon Cup
  - 1re Marathon de l'Engadine 2011
  - 2e La Sgambeda 2009
  - 2e American Birkebeiner 2014
  - 2e Tartu Maraton 2015
  - 3e Dolomitenlauf 2013, 2015, 2016

## Palmarès en athlétisme

### Course en montagne
| no  | féminin            | Course                                                      | Longueur | Départ            | Temps           |
| --- | ------------------ | ----------------------------------------------------------- | -------- | ----------------- | --------------- |
|     | Médaille de bronze | Drei Zinnen Alpine Run                                      | 14,3 km  | 10 septembre 2000 | 1 h 40 min 43 s |
| 2e  | Médaille d'argent  | Trophée mondial de course en montagne                       | 9,2 km   | 14 septembre 2002 | 54 min 15 s     |
| 3e  | Médaille de bronze | Championnats d'Europe de course en montagne                 | 8 km     | 6 juillet 2003    | 44 min 30 s     |
| 1re | Médaille d'or      | Borno-Monte Altissimo                                       | 7 km     | 22 juin 2003      | 49 min 53 s     |
| 1re | Médaille d'or      | Mémorial Bianchi                                            | 7 km     | 27 juillet 2003   | 35 min 21 s     |
|     | Médaille d'argent  | Course de Schlickeralm                                      | 11,2 km  | 3 août 2003       | 1 h 11 min 34 s |
| 1re | Médaille d'or      | Challenge Stellina                                          | 8,1 km   | 24 août 2003      | 48 min 7 s      |
| 1re | Médaille d'or      | Grand Prix Montagne Olimpiche                               | 8,4 km   | 31 août 2003      | 33 min 27 s     |
| 4e  | 4e                 | Trophée mondial de course en montagne                       | 7,7 km   | 21 septembre 2003 | 40 min 27 s     |
|     | Médaille d'or      | Course de montagne du Hochfelln                             | 8,9 km   | 5 octobre 2003    | 52 min 12 s     |
| 1re | Médaille d'or      | Trophée Vanoni                                              | 5 km     | 26 octobre 2003   | 23 min 29 s     |
| 7e  | 7e                 | Championnats d'Europe de course en montagne                 | 7,2 km   | 4 juillet 2004    | 37 min 44 s     |
| 2e  | Médaille d'argent  | Challenge Stellina                                          | 8,1 km   | 22 août 2004      | 48 min 30 s     |
| 4e  | 4e                 | Trophée mondial de course en montagne                       | 8,46 km  | 4 septembre 2004  | 51 min 4 s      |
| 15e | Médaille d'argent  | Dreizinnen-Marathon                                         | 21 km    | 12 septembre 2004 | 1 h 58 min 49 s |
|     | Médaille d'or      | Course de montagne du Hochfelln                             | 8,9 km   | 26 septembre 2004 | 51 min 23 s     |
| 1re | Médaille d'or      | Trophée Vanoni                                              | 5 km     | 24 octobre 2004   | 22 min 48 s     |
|     | Médaille d'argent  | Course de montagne Terlan-Mölten                            | 9,2 km   | 8 mai 2005        | 55 min 55 s     |
| 20e | Médaille d'or      | Course des 2 Bains                                          | 10 km    | 28 mai 2005       | 1 h 8 min 7 s   |
| 2e  | Médaille d'argent  | Course de montagne du Feuerkogel                            | 9 km     | 5 juin 2005       | 1 h 5 min 4 s   |
| 9e  | 9e                 | Championnats d'Europe de course en montagne                 | 10,06 km | 10 juillet 2005   | 1 h 13 min 48 s |
| 2e  | Médaille d'argent  | Challenge Stellina                                          | 8,1 km   | 27 août 2006      | 50 min 9 s      |
| 37e | Médaille d'argent  | Dreizinnen-Marathon                                         | 21 km    | 10 septembre 2006 | 2 h 7 min 20 s  |
| 3e  | Médaille de bronze | Mémorial Partigiani Stellina                                | 8,1 km   | 26 août 2007      | 51 min 39 s     |
| 37e | Médaille d'or      | Drei Zinnen Alpine Run                                      | 17,5 km  | 9 septembre 2007  | 1 h 46 min 44 s |
| 3e  | Médaille de bronze | Course de montagne Schenna-Meran 2000                       | 10 km    | 15 juin 2008      | 1 h 11 min 13 s |
| 2e  | Médaille d'argent  | Mémorial Partigiani Stellina                                | 8,1 km   | 24 août 2008      | 50 min 4 s      |
| 35e | Médaille d'or      | Drei Zinnen Alpine Run                                      | 11,2 km  | 14 septembre 2008 | 53 min 52 s     |
| 1re | Médaille d'or      | Course de montagne Schenna-Meran 2000                       | 10 km    | 31 mai 2009       | 1 h 12 min 53 s |
| 36e | Médaille d'or      | Montée du Skåla                                             | 8,2 km   | 15 août 2009      | 1 h 26 min 35 s |
|     | Médaille d'or      | Course de montagne Terlan-Mölten                            | 9,2 km   | 16 mai 2010       | 57 min 29 s     |
| 4e  | 4e                 | Championnats d'Europe de course en montagne                 | 9 km     | 4 juillet 2010    | 40 min 11 s     |
| 12e | Médaille d'or      | Course de Schlickeralm                                      | 11,2 km  | 25 juillet 2010   | 1 h 11 min 43 s |
| 14e | Médaille d'or      | Montée du Skåla                                             | 8,2 km   | 14 août 2010      | 1 h 23 min 19 s |
| 3e  | Médaille de bronze | Mémorial Partigiani Stellina                                | 8,1 km   | 22 août 2010      | 45 min 3 s      |
|     | Médaille d'or      | Course de montagne du Kitzbüheler Horn                      | 12,9 km  | 29 août 2010      | 1 h 12 min 10 s |
| 6e  | 6e                 | Championnats du monde de course en montagne                 | 8,5 km   | 5 septembre 2010  | 52 min 19 s     |
|     | Médaille d'argent  | Course de montagne du Hochfelln                             | 8,9 km   | 26 septembre 2010 | 54 min 41 s     |
| 28e | Médaille d'argent  | Course de Šmarna Gora                                       | 10 km    | 2 octobre 2010    | 51 min 9 s      |
| 2e  | Médaille d'argent  | Championnats d'Europe de course en montagne                 | 8,5 km   | 10 juillet 2011   | 49 min 9 s      |
| 21e | Médaille d'or      | Course de montagne du Grossglockner                         | 13,4 km  | 17 juillet 2011   | 1 h 26 min 32 s |
| 25e | Médaille d'or      | Harakiri-Run                                                | 10,4 km  | 31 juillet 2011   | 1 h 2 min 50 s  |
| 26e | Médaille d'or      | Montée du Skåla                                             | 8,2 km   | 13 août 2011      | 1 h 23 min 5 s  |
| 20e | Médaille de bronze | Course de montagne du Kitzbüheler Horn                      | 12,9 km  | 28 août 2011      | 1 h 14 min 0 s  |
| 28e | Médaille d'argent  | Course de Šmarna Gora                                       | 10 km    | 1er octobre 2011  | 51 min 1 s      |
| 7e  | 7e                 | Championnats d'Europe de course en montagne                 | 8,3 km   | 8 juillet 2012    | 40 min 54 s     |
| 31e | Médaille de bronze | Course de montagne du Grossglockner                         | 13,4 km  | 15 juillet 2012   | 1 h 30 min 39 s |
| 43e | Médaille d'argent  | Drei Zinnen Alpine Run                                      | 17,5 km  | 9 septembre 2012  | 1 h 51 min 33 s |
| 22e | Médaille de bronze | Fletta Trail                                                | 21 km    | 28 juillet 2013   | 1 h 53 min 32 s |
| 27e | Médaille d'or      | Challenge mondial de course en montagne longue distance     | 41 km    | 3 août 2013       | 3 h 44 min 51 s |
| 25e | Médaille d'or      | Mémorial Partigiani Stellina                                | 11 km    | 25 août 2013      | 1 h 19 min 33 s |
| 7e  | 7e                 | Championnats du monde de course en montagne                 | 9,08 km  | 8 septembre 2013  | 44 min 32 s     |
| 87e | Médaille d'argent  | Course de montagne du Hochfelln                             | 8,9 km   | 29 septembre 2013 | 55 min 22 s     |
| 31e | Médaille d'argent  | Course de Šmarna Gora                                       | 10 km    | 5 octobre 2013    | 50 min 43 s     |
| 68e | 10e                | Challenge mondial de course en montagne longue distance     | 21,4 km  | 16 août 2014      | 2 h 52 min 30 s |
| 27e | Médaille d'argent  | Mémorial Partigiani Stellina                                | 11 km    | 24 août 2014      | 1 h 20 min 22 s |
| 60e | Médaille de bronze | Course de montagne du Hochfelln                             | 8,9 km   | 28 septembre 2014 | 54 min 32 s     |
| 30e | Médaille de bronze | Neirivue-Moléson                                            | 10,6 km  | 21 juin 2015      | 1 h 15 min 5 s  |
| 18e | Médaille d'or      | Montée du Skåla                                             | 8,2 km   | 15 août 2015      | 1 h 23 min 19 s |
| 29e | Médaille d'or      | Mémorial Partigiani Stellina                                | 11 km    | 23 août 2015      | 1 h 19 min 16 s |
| 26e | Médaille d'or      | Drei Zinnen Alpine Run                                      | 17,5 km  | 13 septembre 2015 | 1 h 48 min 6 s  |
| 22e | Médaille de bronze | Course de montagne du Hochfelln                             | 8,9 km   | 27 septembre 2015 | 52 min 47 s     |
| 45e | Médaille d'argent  | Championnats du monde de course en montagne longue distance | 42,2 km  | 18 juin 2016      | 4 h 29 min 58 s |
| 32e | Médaille d'or      | Course de montagne du Grossglockner                         | 13,4 km  | 17 juillet 2016   | 1 h 30 min 25 s |
| 17e | Médaille d'or      | Course de montagne du Grintovec                             | 9,6 km   | 24 juillet 2016   | 1 h 39 min 11 s |
| 10e | Médaille d'or      | Mémorial Partigiani Stellina                                | 11 km    | 28 août 2016      | 1 h 21 min 9 s  |
| 82e | 10e                | Championnats du monde de course en montagne longue distance | 32 km    | 6 août 2017       | 4 h 11 min 43 s |

### Skyrunning
| no  | féminin            | Course                                                   | Longueur | Départ             | Temps           |
| --- | ------------------ | -------------------------------------------------------- | -------- | ------------------ | --------------- |
|     | Médaille d'or      | Kilomètre vertical Val d'Isère                           | 2,9 km   | 1er septembre 2002 | 42 min 48 s     |
|     | Médaille d'or      | SkyGames - Kilomètre vertical                            | 2,6 km   | 18 juillet 2008    | 39 min 13 s     |
|     | Médaille d'or      | SkyGames - SkyRace                                       | 22 km    | 20 juillet 2008    | 2 h 30 min 9 s  |
| 27e | Médaille d'or      | Championnats d'Europe de skyrunning - Kilomètre vertical | 2,6 km   | 17 juillet 2009    | 42 min 16 s     |
| 74e | Médaille d'or      | Championnats d'Europe de skyrunning - SkyRace            | 22 km    | 19 juillet 2009    | 2 h 25 min 17 s |
| 28e | Médaille d'argent  | Dolomites Vertical Kilometer                             | 2,6 km   | 16 juillet 2010    | 41 min 16 s     |
| 20e | Médaille d'or      | Kilomètre vertical du Mont-Blanc                         | 3,8 km   | 29 juin 2012       | 45 min 26 s     |
| 30e | Médaille d'or      | Dolomites Vertical Kilometer                             | 2,6 km   | 20 juillet 2012    | 40 min 5 s      |
| 25e | Médaille d'or      | Stava SkyRace                                            | 24,9 km  | 30 juin 2013       | 2 h 48 min 7 s  |
| 51e | Médaille d'or      | Championnats d'Europe de skyrunning - Kilomètre vertical | 2,6 km   | 19 juillet 2013    | 41 min 2 s      |
| 43e | Médaille d'argent  | Vertical Grèste de la Mughéra                            | 3,08 km  | 11 octobre 2013    | 47 min 19 s     |
| 69e | Médaille d'argent  | Limone Extreme SkyRace                                   | 22,2 km  | 13 octobre 2013    | 2 h 53 min 58 s |
| 47e | Médaille de bronze | Dolomites Vertical Kilometer                             | 2,4 km   | 18 juillet 2014    | 39 min 36 s     |
| 19e | Médaille d'or      | Championnats d'Italie de kilomètre vertical              | 3,4 km   | 26 juillet 2014    | 39 min 42 s     |
| 39e | Médaille de bronze | Vertical Grèste de la Mughéra                            | 3,08 km  | 10 octobre 2014    | 48 min 16 s     |
| 44e | Médaille de bronze | Gorbeia Suzien                                           | 32 km    | 18 octobre 2014    | 3 h 28 min 26 s |
| 18e | Médaille d'or      | Claro-Pizzo                                              | 6 km     | 4 octobre 2015     | 1 h 13 min 40 s |
| 22e | Médaille d'or      | Kilomètre vertical Chiavenna-Lagùnc                      | 3,3 km   | 11 octobre 2015    | 39 min 39 s     |
| 42e | Médaille d'argent  | Vertical Grèste de la Mughéra                            | 3,08 km  | 16 octobre 2015    | 53 min 12 s     |
| 50e | Médaille de bronze | Championnats d'Italie de kilomètre vertical              | 4,2 km   | 14 mai 2016        | 42 min 51 s     |
| 18e | Médaille d'or      | Claro-Pizzo                                              | 9,2 km   | 2 octobre 2016     | 2 h 4 min 30 s  |
| 60e | Médaille de bronze | Kilomètre vertical Chiavenna-Lagùnc                      | 3,3 km   | 9 octobre 2016     | 42 min 32 s     |
| 65e | Médaille de bronze | Trentapassi SkyRace                                      | 17,6 km  | 7 mai 2017         | 2 h 4 min 38 s  |
| 19e | Médaille d'or      | PizTri Vertikal                                          | 3,5 km   | 12 août 2017       | 42 min 51 s     |

## Distinctions
- Chevalier de l'ordre du Mérite de la République italienne‎ (9 mars 2006)[27]